# František Černý (historyk teatru)
František Černý (ur. 21 lutego 1926 w Jaroměřu, zm. 12 czerwca 2010 w Pradze) – czeski teatrolog, historyk teatru czeskiego i pedagog.

## Życiorys
W latach 1937–1945 ukończył gimnazjum realne w rodzimym Jaroměřu. Po II wojnie światowej podjął studia na Wydziale Filozoficznym Uniwersytetu Karola w Pradze (estetyka i filologia słowiańska). W 1949 roku otrzymał tytuł PhDr. W latach 1949–1951 był zatrudniony w Instytucie Literatury Czeskiej Czeskiej Akademii Nauk i uczył się na praskim Wydziale Teatralnym Akademii Nauk Muzycznych w Pradze, gdzie w 1953 roku został docentem. W tym samym roku brał udział w tworzeniu Muzeum Piśmiennictwa Narodowego w Pradze.
W roku 1956 założył Gabinet Studiów Czeskiego Teatru przy Instytucie Literatury Czeskiej, którym kierował zewnętrznie do roku 1969. W latach 1956–1988 pracował jako redaktor naczelny, biorąc udział w opracowywaniu obszernej publikacji Dějiny českého divadla, wydanej nakładem wydawnictwa ACADEMIA w latach 1968–1983 (1. tom 1968, 2. tom 1969, 3. tom 1977, 4. tom 1983).
Działalność na Wydziale Filozoficznym Uniwersytetu Karola:
- 1960–1964 kierował Zakładem Historii i Teorii Teatru
- 1965 – otrzymał tytuł DrSc.
- 1966–1969 prodziekan
- 1968 – mianowany profesorem
- 1990–1991 dziekan

W latach 1992–1997 był przewodniczącym Stowarzyszenia braci Čapków. Wniósł znaczny wkład w rozwój czeskiej teatrologiii, od roku 1965 wykonywał ważne funkcje w zarządzaniu FIRT – IFTR (Międzynarodowa Federacja Badań Teatralnych), przy czym w latach 1967–1971 był jej prezesem. Od połowy lat pięćdziesiątych zajmował się krytyką teatralną i publikował artykuły o teatrze, wydawane w prasie i literaturze fachowej. 3 maja 2006 przyznano mu honorowe obywatelstwo dzielnicy Praga 2. W roku 1992 przeszedł na emeryturę. Zmarł po krótkiej chorobie w czerwcu 2010.

## Wybrana twórczość
- 1955 Národní divadlo
- 1960 Monografie Hana Kvapilová
- 1978 Měnivá tvář divadla aneb Dvě století s pražskými herci
- 1982 Metodologie výzkumu dějin divadla
- 1983 Hraje František Smolík
- 1988 Otázky divadelní režie
- 1988 Karel Čapek ve Vinohradském divadle
- 1988 Putování se starými pohlednicemi z Hradce Králové do hor
- 1989 Kalendárium dějin českého divadla
- 1995 Das tschechische Theater 1, 2
- 2000 Premiéry bratří Čapků. Monografie.
- 2003 Divadelní život v Jaroměři v letech 1819–1918
- 2005 Za divadlem starým a novým
- 2005 Vzpomínka na Společnost bratří Čapků
- 2008 Divadlo v bariérách normalizace
- 2009 Normalizace na pražské Filozofické fakultě 1968–1989. Vzpomínky.